# Horst Trebes

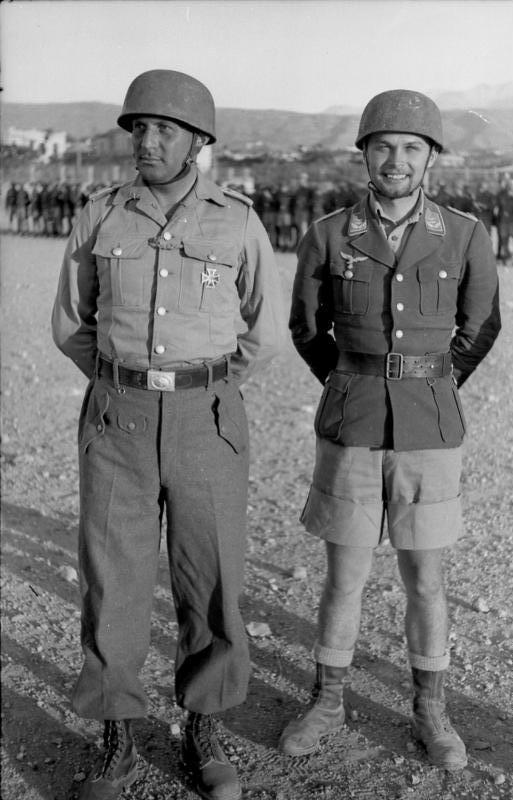
Walter Gericke i Horst Trebes na Krecie (1941)

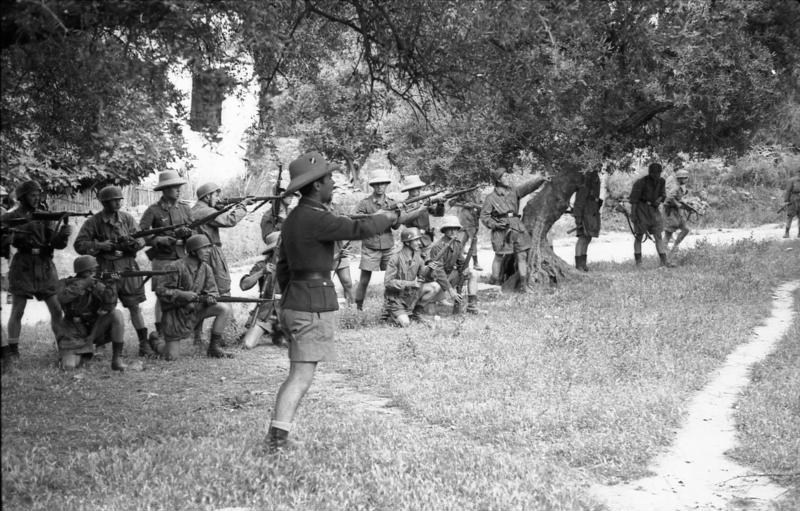
Masakra w Kondomari, 2 czerwca 1941 roku. Porucznik Trebes (na pierwszym planie) wydaje swoim spadochroniarzom rozkaz rozstrzelania kreteńskich cywilów

Horst Trebes (ur. 22 października 1916 w Kolonii, zm. 29 lipca 1944 w Normandii) – niemiecki oficer wojsk powietrznodesantowych podczas II wojny światowej, który brał udział w bitwie o Kretę w 1941 roku i jako dowódca dokonał wówczas masakry w Kondomari. Później dowodził III. Batalionem 6 Pułku Spadochronowego i w 1944 roku wziął udział w walkach obronnych we Francji przed desantem aliantów. Nie poniósł odpowiedzialności karnej za masakrę w Kondomari, gdyż poległ w lipcu 1944 roku podczas operacji Cobra.

## Życiorys
Horst Trebes wstąpił do Wehrmachtu w 1936 roku w wieku 19 lat jako fahnenjunker. W kwietniu 1938 roku został awansowany na porucznika. Dwa miesiące później zgłosił się na ochotnika do Batalionu Piechoty Spadochronowej pod dowództwem majora Richarda Heidricha. 1 kwietnia 1939 roku został przydzielony do III. Batalionu włączonego do  Powietrznodesantowego Pułku Szturmowego w Luftwaffe.
Trebes wraz ze swoją jednostką brał udział w agresji na Polskę (wrzesień 1939) i ataku na Danię (kwiecień 1940), będącym wstępem do kampanii norweskiej. Jako porucznik wylądował 20 maja 1941 roku na Krecie wraz z pierwszą falą spadochroniarzy i zajął most w pobliżu Maleme jako dowódca oddziału szturmowego, za co został odznaczony Krzyżem Rycerskim Krzyża Żelaznego 14 czerwca 1941 roku, który wręczono mu 9 lipca w Maleme.
2 czerwca 1941 roku Trebes dowodząc grupą spadochroniarzy, rozkazał rozstrzelać 25 losowo schwytanych mężczyzn z wioski Kondomari w odwecie za rzekome okrucieństwa wobec żołnierzy niemieckich. Ten akt zemsty został wykonany na rozkaz generała Kurta Studenta i sfotografowany przez korespondenta wojennego Franza-Petera Weixlera. W 1945 roku Weixler złożył wyczerpujące zeznania na ten temat podczas procesu przed Międzynarodowym Trybunałem Wojskowym w Norymberdze.